# به دکتر نیاز دارم
«به یک دکتر نیاز دارم» (به انگلیسی: I Need a Doctor) عنوان ترانه‌ای از دکتر دره با همراهی امینم و اسکایلر گری، خواننده رپ آمریکایی است که در سال ۲۰۱۱ میلادی در ایالات متحده منتشر شد.